# Дом Чаплиных
Дом Чаплиных или дом Чаплина — особняк, построенный в 1804—1806 годах в стиле русский классицизм под руководством архитектора В. И. Беретти. Расположен в Санкт-Петербурге по адресам Невский проспект, 13 и Большая Морская улица, 9.

## История
В 1755 году на месте Зимнего дворца Анны Иоанновны для императрицы Елизаветы Петровны был возведён временный дворец. Когда в 1762 году был достроен пятый Зимний дворец, временная постройка была снесена, участок на углу Невского проспекта и Большой Морской улицы надолго освободился. Планы относительно застройки участка существовали, однако какие-либо действия долгое время не предпринимались. Существует легенда, что ещё в 1771 году сама российская императрица Екатерина II лично подготовила чертёж предполагаемого здания. К 1786 архитектором Николаем Львовым был разработан проект здания Кабинета Её Императорского Величества. Несмотря на множество разных проектов, новый император — Павел I передал этот участок для строительства театра по эскизам Винченцо Бренна. В XVIII веке ни один из предлагавшихся проектов так и не был воплощён в жизнь.

До 1801 г. было пустое место, обведенное забором. Среди его была такая глубокая лужа, что после дождя дети из соседних домов катались по ней в лодочке. Место это продавалось с публичного торга. А. И. Перетц, по совету приятеля своего, купца Мааса, купил все место и потом продал по частям Чаплину, Косиковскому и другим. — Воспоминания старожила (об участке до постройки дома)

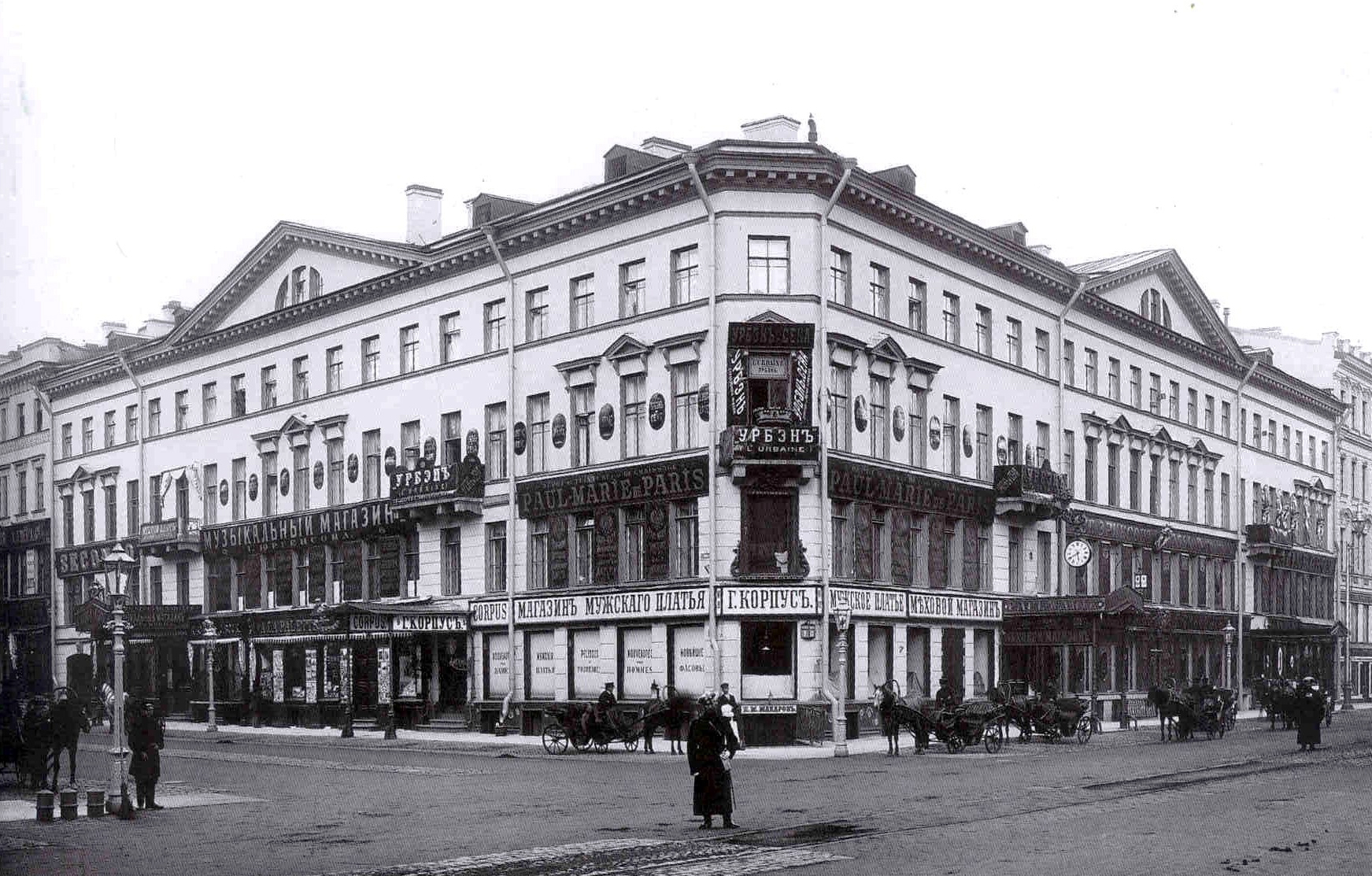
Фото 1900 года

В 1802 году земля была приобретена купцом А. И. Перетцом. Последний перепродал его купцам Чаплиным. Особняк для Чаплиных возвели в 1804—1806 годах под руководством архитектора В. И. Беретти. Последующие владельцы — М. Ф. Маген, А. Ф. Коханова, О. Ф. Георгандопуло.

## Архитектурные особенности
Дом имеет четыре этажа. До настоящего времени фасады дома сохранились почти в первозданном виде. Угол дома, выходящий на пересечение Невского проспекта и Большой Морской улицы, срезан. Парадные фасады почти симметричны. Окна третьего этажа увенчаны треугольными и прямоугольными сандриками. Центры фасадов обработаны треугольными фронтонами.